# Колледж короля Вильгельма
Колледж короля Вильгельма (англ. King William's College, сокращённо — KWC, мэн. Colleish Ree Illiam) — колледж на Острове Мэн. Является независимой школой (independent school), то есть учебным заведением, которое финансово независимо от правительства.
Колледж назван в честь английского короля Вильгельма IV

## История
Колледж финансируется фондом Bishop Barrow Trust, который был основан ещё в 1668 году, хотя сам колледж был основан значительно позже, в 1833 году. Первоначально в колледже могли учиться только мальчики, но с 80-х годов XX века в колледже учатся и девочки.
Колледж является престижным учебным заведением, кроме жителей самого острова Мэн сюда приезжают учиться и иностранцы.
Здание колледжа было построено в 1831—1833 годах, и неоднократно перестраивалось в последующие годы, но сохранило общий исторический облик.

## Колледж в начале XXI века
В колледже обучаются ученики в возрасте от трёх до восемнадцати лет. Колледж имеет два кампуса, в расположенном непосредственно в Каслтауне кампусе The Buchan School обучаются дети в возрасте 3-11 лет (дошкольное образование и начальное образование), ученики 11-18 лет учатся в главном кампусе, расположенном в окрестностях Каслтауна, рядом с аэропортом острова. В главном кампусе колледжа расположен интернат.

## Департаменты
В школе действует двенадцать департаментов:
- Искусств
- Экономики
- Английского языка
- Географии
- Истории
- Информатики и науки о коммуникации
- Математики
- Музыки
- Физического образования
- Религиоведения
- (естественных) Наук

## Выдающиеся выпускники
- Брэгг, Уильям Генри — лауреат Нобелевской премии по физике.
- Джек Черчилль — подполковник элитного подразделения коммандос, герой Второй мировой войны.